# Lisa Kümmel
Lisa Kümmel (* 22. April 1897 in Wiesbaden; † 27. November 1944 ebenda; urkundliche Vornamen Elisabeth Gertrud) war eine Wiesbadener Malerin und Kunstgewerblerin. Sie war die wichtigste Bezugsperson für Alexej von Jawlensky während seiner Wiesbadener Jahre ab 1927.

## Leben
Lisa Kümmel war die Tochter des Wiesbadener Schreiner- und Glasermeisters Karl Gerhard Kümmel, „vormals Kimmel und seiner Ehefrau Elisabeth geb. Sopp.“ Nach den Grundschuljahren besuchte sie ein Lyzeum, wo sie 1915 das Abitur bestand.
Von 1916 bis 1918 besuchte Kümmel die Kunstgewerbeschule Wiesbaden. Aus dieser Zeit haben sich verschiedene Arbeiten zur Werbung, Mode und Faschingsdekorationen erhalten.
Im Oktober 1918 schrieb sich Kümmel zunächst an der Reimannschule in Berlin-Schöneberg ein und wurde Schülerin von dem Maler und Graphiker Paul Scheurich. 1919 wechselte sie zur Berliner Kunstgewerbeschule, wo sie die Fächer Akt-, Architektur-, Modezeichnen, Stoffmuster, Tapetenentwürfe, Bildhauerei und Goldschmiedekunst mit einem „hervorragenden Abgangszeugnis“ absolvierte.
1921 bis 1922 wurde Kümmel Assistentin in der Abteilung „Kostüme und Mode“ der Berliner Kunstgewerbeschule bei dem Modeschöpfer Otto Ludwig Haas-Heye und entwickelte unter ihm offensichtlich eine klare pädagogische Befähigung, andere erfolgreich zu unterrichten.
Im Juli 1922 wechselte Kümmel nach Wien, wo sie als Keramikerin, Email- und Seidenmalerin bei der Wiener Werkstätte in der Entwurfsabteilung Unterricht erteilte.
1923 hielt sich Kümmel für einige Monate in Rom zu Malstudien auf. 1924 nahm sie in Frankfurt-Niederrad die Stelle als Leiterin einer Strickfabrik an, um nach einem Jahr nach Wiesbaden zurückzukehren. In ihrer Heimatstadt nahm sie als freischaffende Kunstgewerblerin vielfältige Aufträge an. Sie entwarf u. a. Kostüme für das Wiesbadener Theater. Für private Haushalte entwickelte sie Inneneinrichtungen. Außerdem entwarf sie Mobiliar und arbeitete überdies in der Werbung.

## Leben mit und für Jawlensky

### Kümmels Beziehung zu Jawlensky
In seinen Lebenserinnerungen schrieb Jawlensky: „1927 lernte ich Lisa Kümmel kennen, eine Künstlerin, mit welcher ich seitdem sehr befreundet bin und welche mir geholfen hat, mein Werk in Ordnung zu bringen, und die auch meine Kunst sehr gut versteht von den ersten Arbeiten an bis zu meinen letzten und sie sehr liebt.“ Sie zählt neben Hanna Bekker vom Rath, Hedwig Brugmann und Mela Escherich zu den sogen. „Nothelferinnen“ des Künstlers.
Wie Kümmel ihr Verhältnis zu Jawlensky verstanden wissen wollte, schilderte sie 1938 Emil Nolde und seiner Frau: „Ich bin sein Freund im besten Sinne des Wortes, und ich kenne ihn seit 12 Jahren, erledige alle seine schriftlichen geschäftlichen, jetzt auch seine persönlichen Arbeiten, betreue seine Bilder, mache alles in Ordnung, klebe, wachse, firnisse usw. Und da ich auch noch im Beruf stehe, Innenarchitektin, konnte ich erst so spät schreiben.“
Bereits 1927 zeigten sich bei Jawlensky erste Anzeichen einer chronischen Polyarthritis, die in seinen letzten Lebensjahren zu seiner vollständigen Lähmung führte. Schon bald sollte Jawlensky dauerhaft auf Kümmels Hilfe angewiesen sein.

### Assistenz durch Altripp
Bei ihren praktischen Arbeiten, die Kümmel für Jawlensky erledigte, erhielt sie ab 1934 Unterstützung durch den Wiesbadener Maler Alo Altripp, der mit Ausnahme von Reisen bis 1940 wöchentlich einen Nachmittag bei Jawlensky verbrachte.
Alle drei Künstler gehörten der von Otto Ritschl gegründeten Freien Künstlerschaft Wiesbaden an.
Altripp schilderte über die Zusammenarbeit u. a.: „Ich hab da mitgeholfen und Frl. Kümmel war glücklich, wenn ein zweiter da war, der mit Malerhänden handwerklich arbeiten konnte.“ Eines Tages beobachtete Altripp, während er die neuen Rahmen für Stillleben strich, wie Kümmel Jawlenskys Bilder signierte und datierte. Auf ihr Tun von Altripp angesprochen, „lächelt sie und sagt, ich kann das schreiben wie er, ich kann überhaupt schreiben wie er.“ Im Zusammenhang von Authentizitätsfragen bei Jawlensky ist interessant zu erfahren, dass Kümmel „sogar gelernt hatte, seinen Malstil nachzuahmen.“

### Reisebegleiterin, Sekretärin und Krankenpflegerin
Als Jawlensky ab 1935 nicht mehr in der Lage war, alleine zu reisen, wurde er von Kümmel begleitet. So z. B. im Oktober 1935, als er sich zum letzten Mal in der Schweiz aufhielt. Über die Reise und seinen Zustand erfährt man aus einem Brief von Lily Klee vom 30. Oktober 1935 an Nina Kandinsky (1893–1980): „Alexej von Jawlensky [...] war mit seiner Pflegerin und Freundin Frl. Kümmel [...] 14 Tage in Basel gewesen und [...] 14 Tage lang im Bett gelegen. Der Arme ist ein schwer kranker alter Mann geworden. Er kann kaum mehr sich bewegen [...] Die Hände sind ganz verkrüppelt.“
Ab 1936 bediente sich Jawlensky, da er nur noch selten fähig war zu schreiben, der Hand von Lisa Kümmel, seine Lebenserinnerungen zu Papier zu bringen. Diese wurden dann allerdings erst Jahrzehnte später von Clemens Weiler überarbeitet und 1970 veröffentlicht.
Seit 1937 war Jawlensky an den Rollstuhl gebunden und hatte nur noch selten direkten Kontakt zur Außenwelt. Mehr denn je war er auf Kümmels Hilfe angewiesen. So reiste er im August unterstützt von ihr und seiner Frau Helene nach München, um im Rollstuhl in Begleitung von den beiden Frauen und seinem alten Weggenossen Adolf Erbslöh die Ausstellung „Entartete Kunst“ besuchen zu können.
Ein Jahr später, im April 1938, berichtete Kümmel über Jawlenskys Zustand seinem Freund Alexander Kanoldt: „Herr Jawlensky gab mir den Auftrag, an Sie zu schreiben, da er ganz unmöglich selbst schreiben kann [...] Arbeiten kann er seit einem Jahr nicht mehr [...] Er hielt den Pinsel mit 2 Händen und bewegte ihn mit den Schultern, da die Ellbogengelenke schon lange steif sind. Jetzt wird er wohl nicht mehr arbeiten können.“
Ohne Kümmels Hilfe wäre im Juni 1938 Jawlenskys aufschlussreicher Brief an den Nabi und Malermönch Jan Verkade nicht entstanden, der heute als seine wichtigste eigene Darstellung seines künstlerischen Werdegang gilt.
Im November 1938 befürchtete Kümmel das Schlimmste und informierte Ada Nolde: „Unserem guten Jawl. geht es nicht gut. Ich befürchte, daß auch er nicht mehr lange unter uns sein wird [...] sein Körper zerfällt langsam [...] Ich tue, was ich kann, komme zu ihm, wenn ich kann, um ihn auf andere Gedanken zu bringen, ihn abzulenken, von den schweren Gedanken.“
Bezüglich Kümmels Fürsorge für Jawlensky bestätigte Altripp: „Diese Frau war wirklich jeden Tag da. [...] Diese Kümmel gab sich selbst vollkommen auf [...] war ein einziges Opfer für diesen Mann, besonders für seine Arbeit, sein Werk.“
1938 gab Kümmel ihre eigene künstlerische Tätigkeit auf, um sich ganz der Pflege Jawlenskys widmen zu können. Ihren Lebensunterhalt verdiente sie in einer Gärtnerei. Wie andere Frauen in der Kunst stellte sie ihre künstlerischen Ambitionen zugunsten ihres Schützlings zurück. Nach Jawlenskys Tod 1941 kümmerte sie sich um seinen Nachlass. Im November 1944 wurde sie bei einem Bombenangriff verschüttet und kam in ein Krankenhaus, wo sie am 27. November 1944 ihren Verletzungen erlag. Auf dem Wiesbadener Südfriedhof befindet sich heute noch ihr Ehrengrab.

## Lisa Kümmel und der Japonismus
Jawlensky entlohnte Kümmel für ihre Freundschaftsdienste großzügig mit eigenen Bildern und anderen Objekten aus seiner Kunstsammlung. In seinem Werkverzeichnis werden 123 Gemälde und 73 Zeichnungen und Aquarelle mit der Provenienz Lisa Kümmel benannt. Zu diesen 196 Jawlensky-Arbeiten sind darüber hinaus noch „eine Wanne voller Meditationen“ hinzuzuzählen, die der Neffe von Lisa Kümmel, Karl-Heinz Kümmel, verbrannte.
Doch Jawlenskys kunsthistorisch bedeutendstes Geschenk ist der Teil seiner Sammlung Japanischer Farbholzschnitte, den er ihr um 1935 mit einer Widmung vermacht hatte. Kümmel rahmte sie und zierte mit ihnen, Arbeiten Jawlenskys ebenbürtig, ihre Wohnung in Wiesbaden in der Rüdesheimerstraße 22. Ohne diese Sammlung wäre der Japonismus in Jawlenskys und auch in Marianne von Werefkins Œuvre manchmal nur schwer zu bestimmen. Lange Zeit wusste man nichts von der Sympathie des Künstlerpaares für die japanische Kunst.
Während Kümmels Japanschätze noch ungehoben im Familienbesitz schlummerten, wurde der erste japanische Holzschnitt im Nachlass der Werefkin entdeckt- und 1983 unidentifiziert in einer Ausstellung des Museums Wiesbaden erstmals der Öffentlichkeit vorgestellt. Zu vermuten war, dass er Teil einer ehemals größeren Japansammlung des Künstlerpaares war.
Etwa zehn Jahre später tauchten Kümmels japanische Holzschnitte aus dem ehemaligen Besitz Jawlenskys im Wiesbadener Kunsthandel auf und gelangten zunächst in Privatbesitz. Es handelte sich um nahezu 100 Blätter. 1992 wurde diese Japan-Sammlung von der Verwaltung der Staatlichen Schlösser und Gärten Hessen im Rittersaal des Schlosses zu Steinau an der Straße und im Leopold-Hoesch-Museum in Düren gezeigt. Heute befindet sich Jawlenskys japanische Holzschnittsammlung in der Gabriele Münter- und Johannes Eichner-Stiftung des Münchener Lenbachhauses.

## Jawlenskys Widmungen für Lisa Kümmel
Unzählige Arbeiten schenkte Jawlensky an Lisa Kümmel. Sein Werkverzeichnis belegt über 50 Gemälde mit Widmungen. Sie bezeugen die tiefe Verbundenheit des Malers mit dieser Frau. Als Beispiel seien hier nur wenige genannt:
- „Lisa ich bin 70 Jahre alt, aber mein Herz ist jung und liebt Dich innig.“[35]
- „Du bist, Lisok, so lieb und hilfst mir immer und ich bin Dir innigst dankbar.“[36]
- „Mit Fusskuss gebe ich Dir Lisa diesen Kopf.“ (Mit „Kopf“ ist das Gemälde Meditation: Heisse Liebe gemeint.)[37]
- „Dieser Kopf ist so heiss wie meine Liebe zu Dir.“ (Mit „Kopf“ ist das Gemälde Meditation: In tiefer Verehrung gemeint.)[38] Einige sehr persönliche Widmungen verschweigt das Werkverzeichnis.[39]